# 카사바 가루

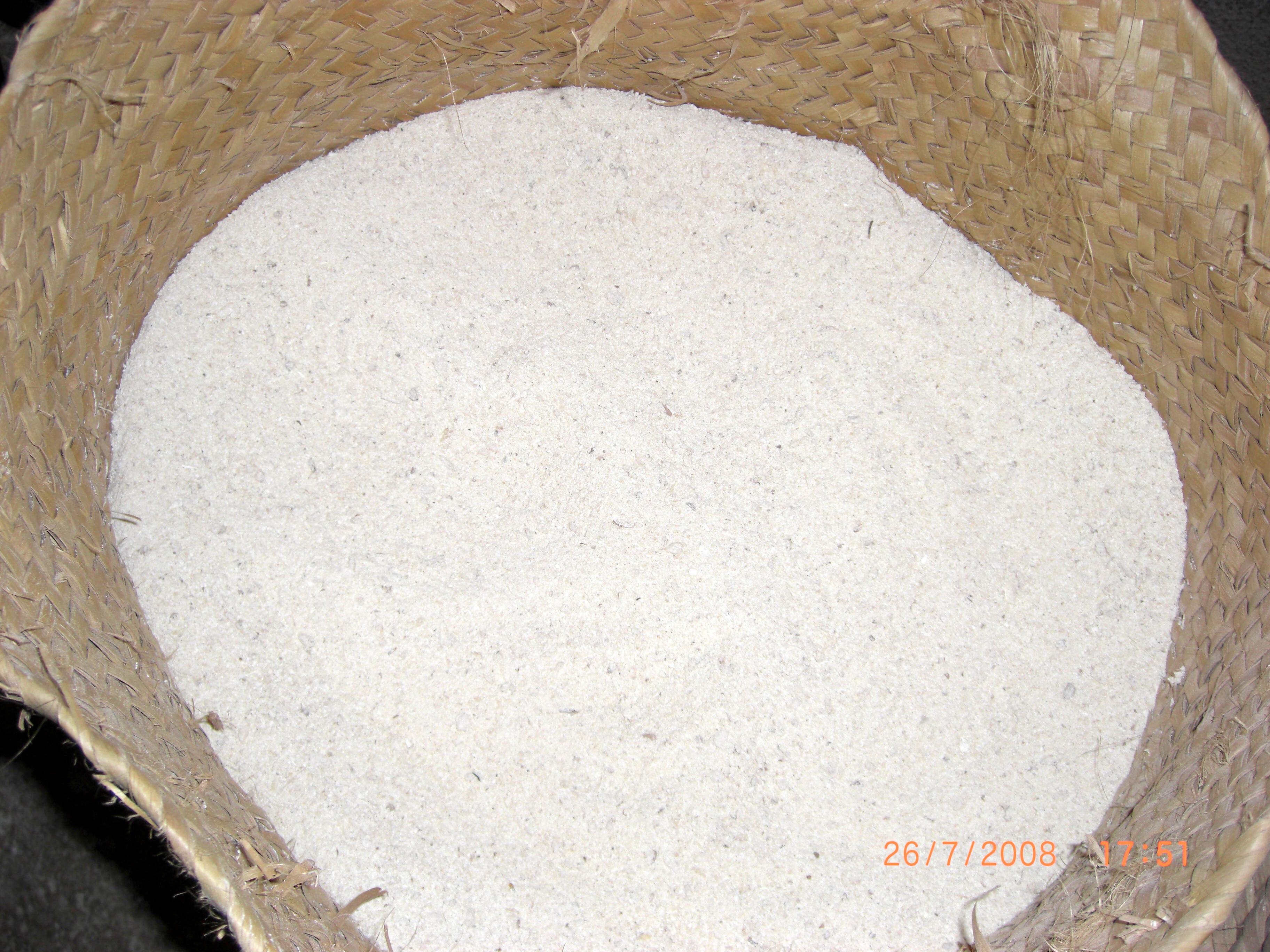
카사바가루

카사바 가루(영어: cassava flour)는 카사바에서 얻은 가루이다. 브라질 요리에 흔히 쓰이는 전통 식재료이며, 특히 노르데스치(북동부) 및 노르치(북부) 지방에서 많이 쓰이는 식재료이다. 녹말가루인 카사바 녹말과는 구분된다. 풍부한 철분, 칼슘, 칼륨을 함유한다.

## 이용

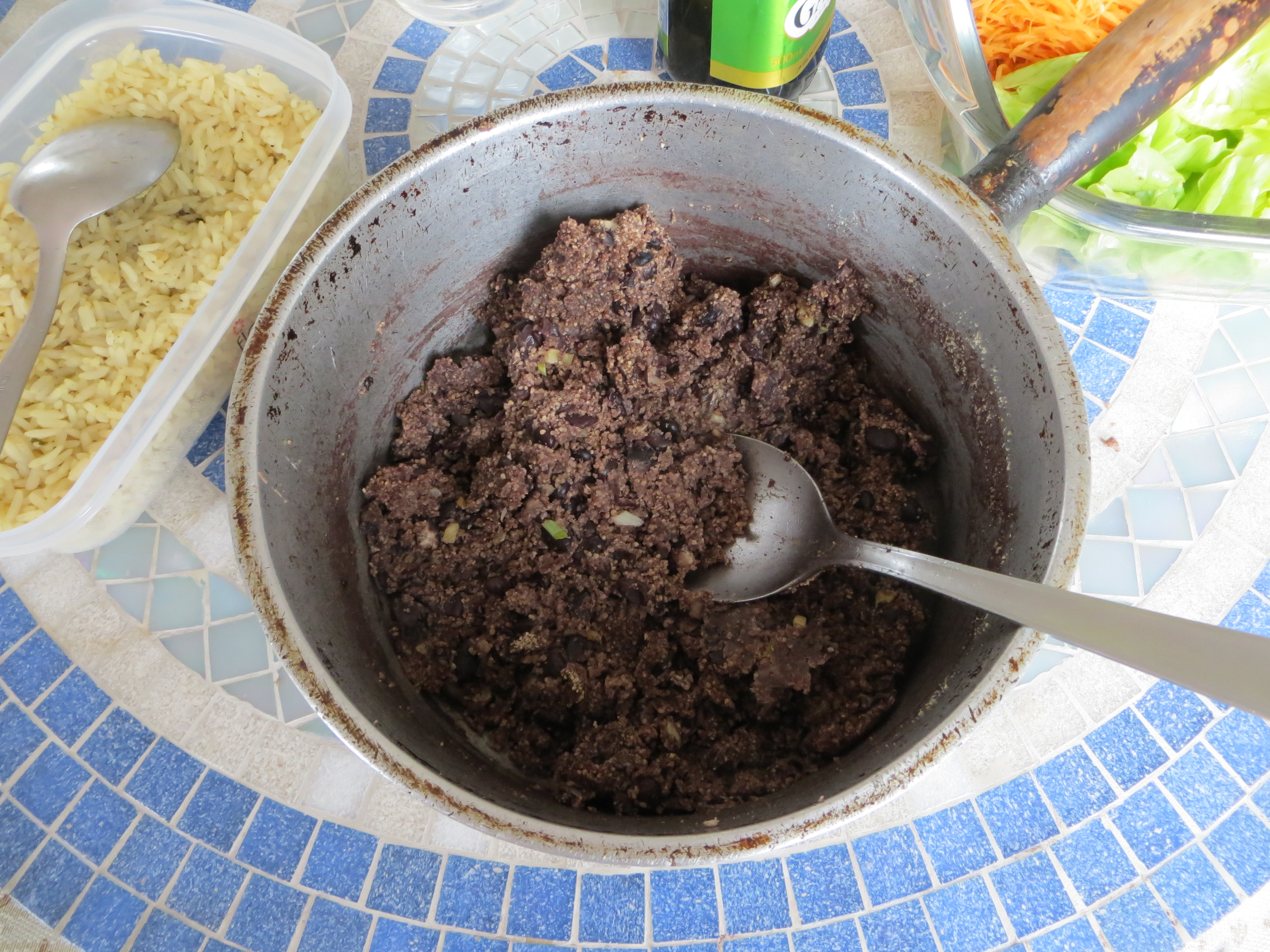
투투 지 페이장
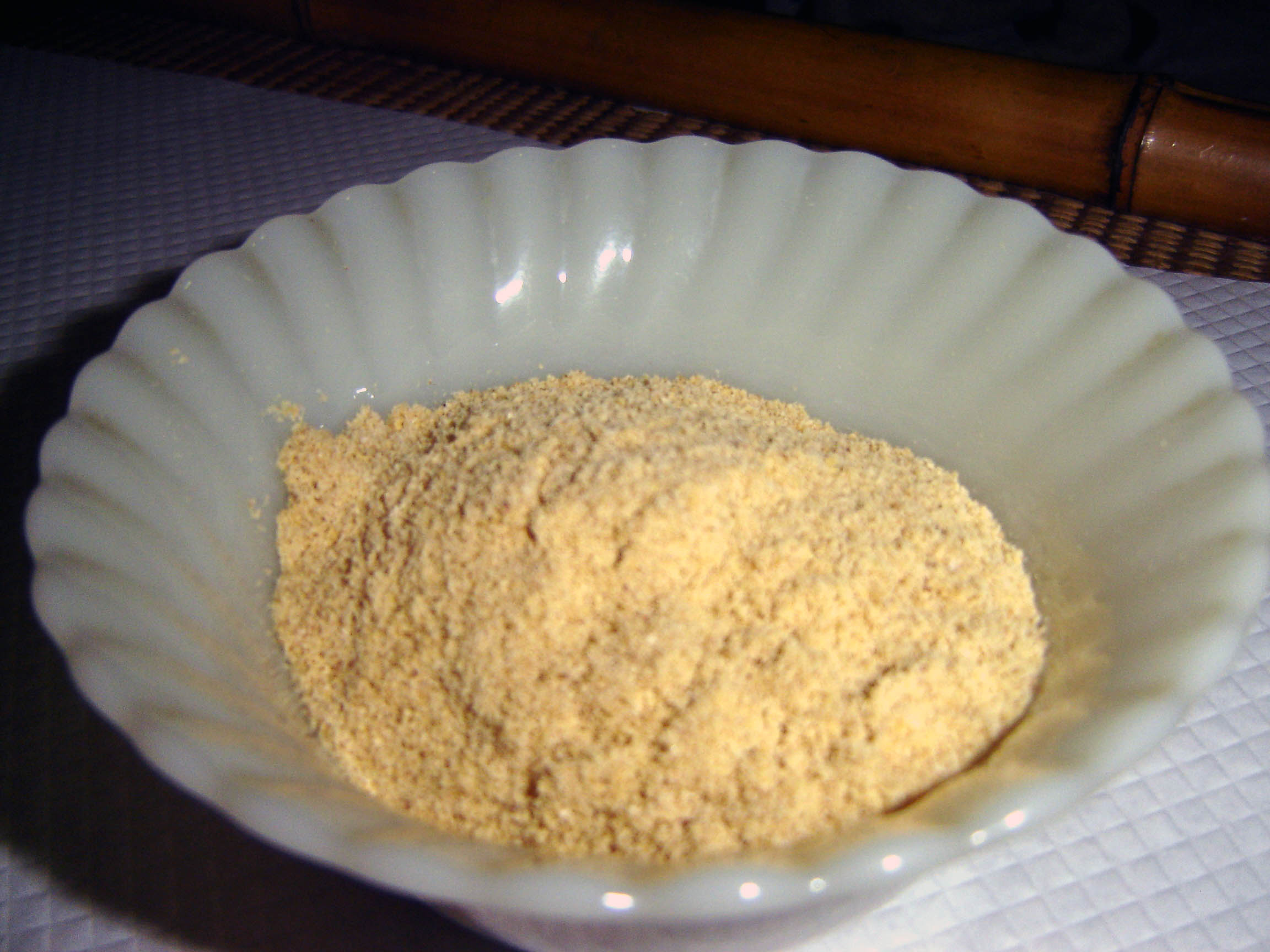
파로파
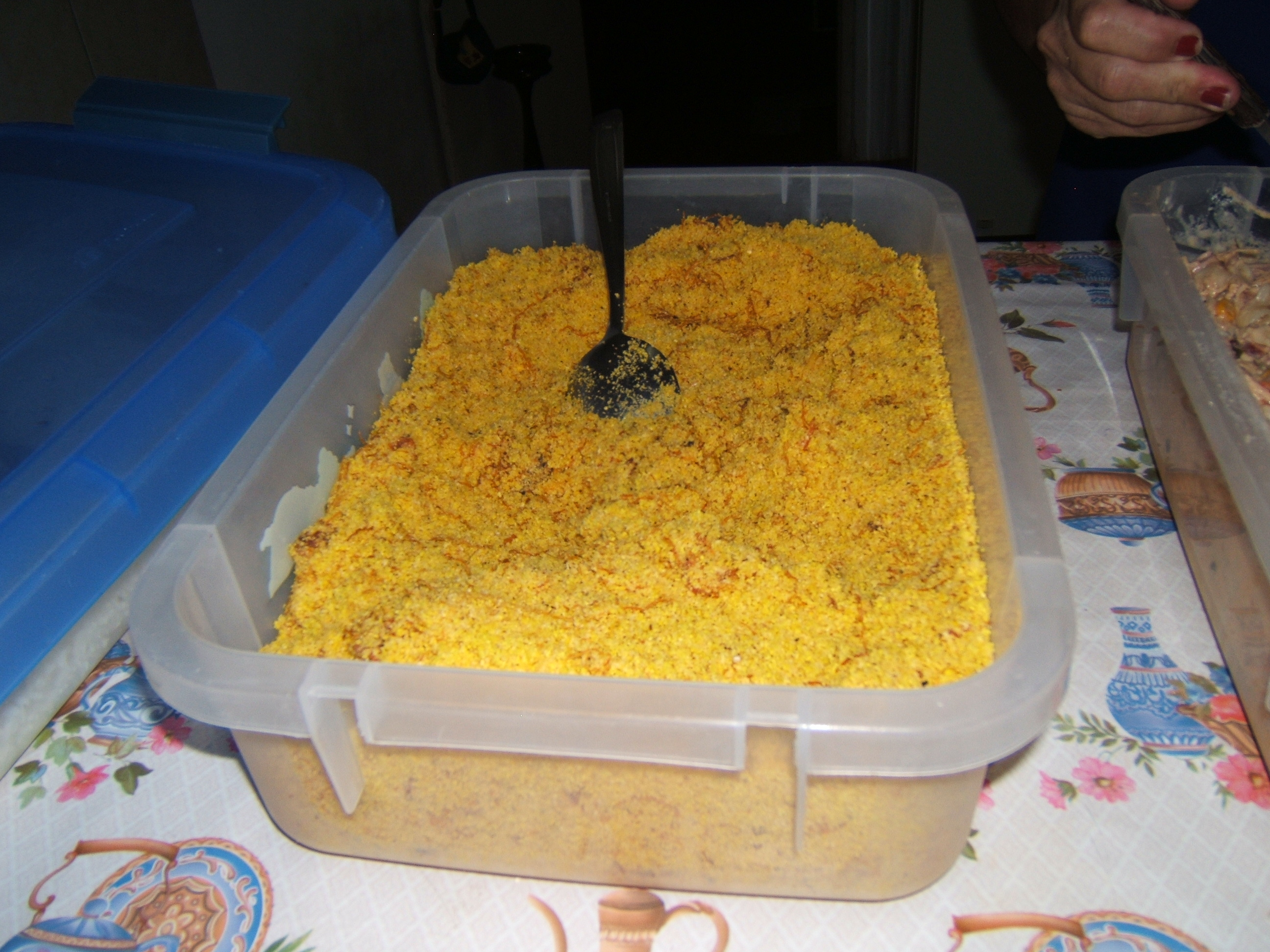
파소카
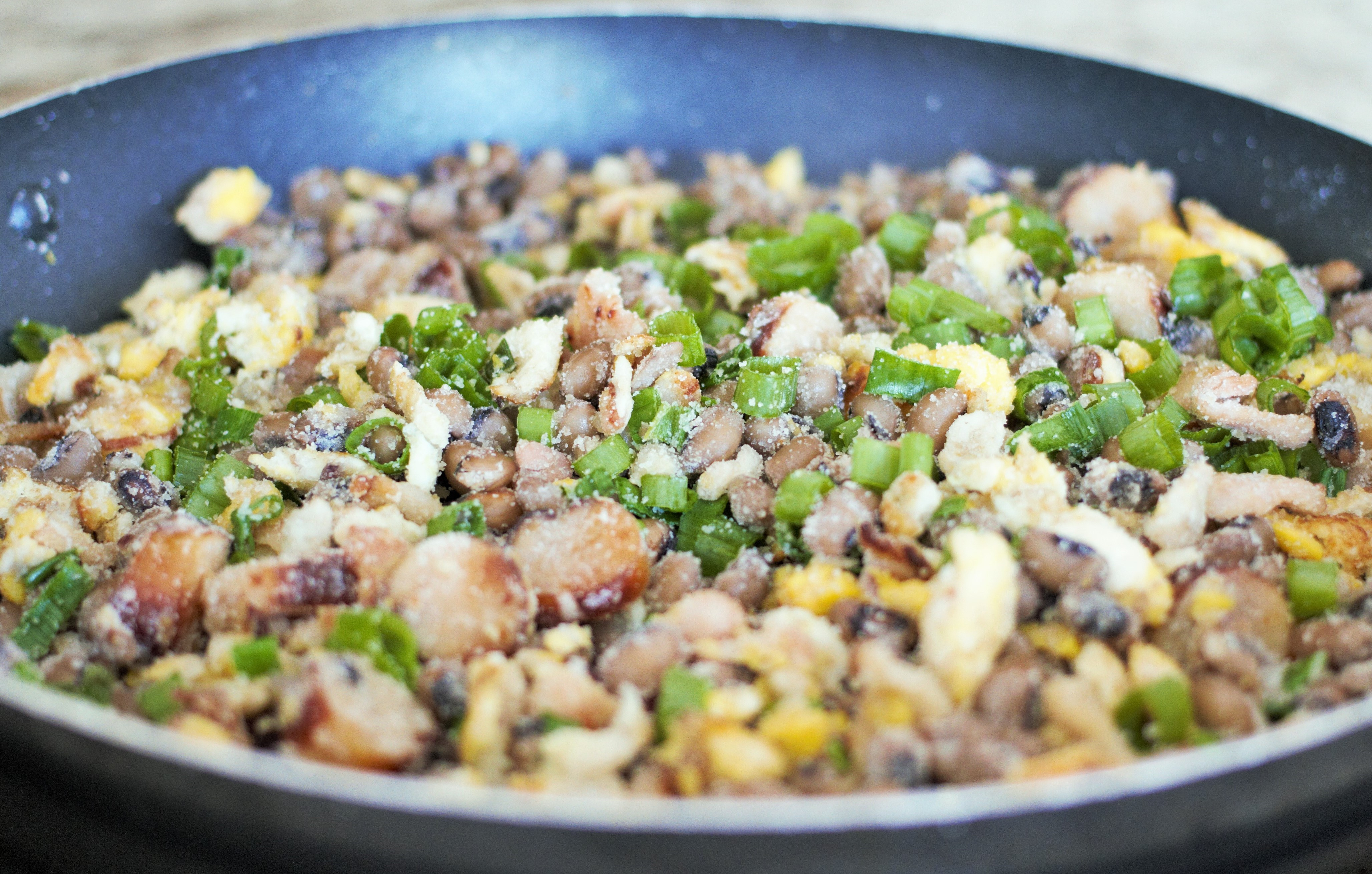
페이장 트로페이루

## 같이 보기
- 가리
- 곡분
- 카사바 녹말
- 타피오카